# Rempnat
 (février 2010).
Si vous disposez d'ouvrages ou d'articles de référence ou si vous connaissez des sites web de qualité traitant du thème abordé ici, merci de compléter l'article en donnant les références utiles à sa vérifiabilité et en les liant à la section « Notes et références ».
Rempnat (Remnac en occitan, prononcé [ʁɑ̃pna], voire [ʁɛm.na] ou [ʁɛn.na]) est une commune française située dans le département de la Haute-Vienne, en région Nouvelle-Aquitaine.

## Géographie

### Localisation
La commune de Rempnat se situe dans l'est du département de la Haute-Vienne, à la limite de la Creuse et de la Corrèze. 

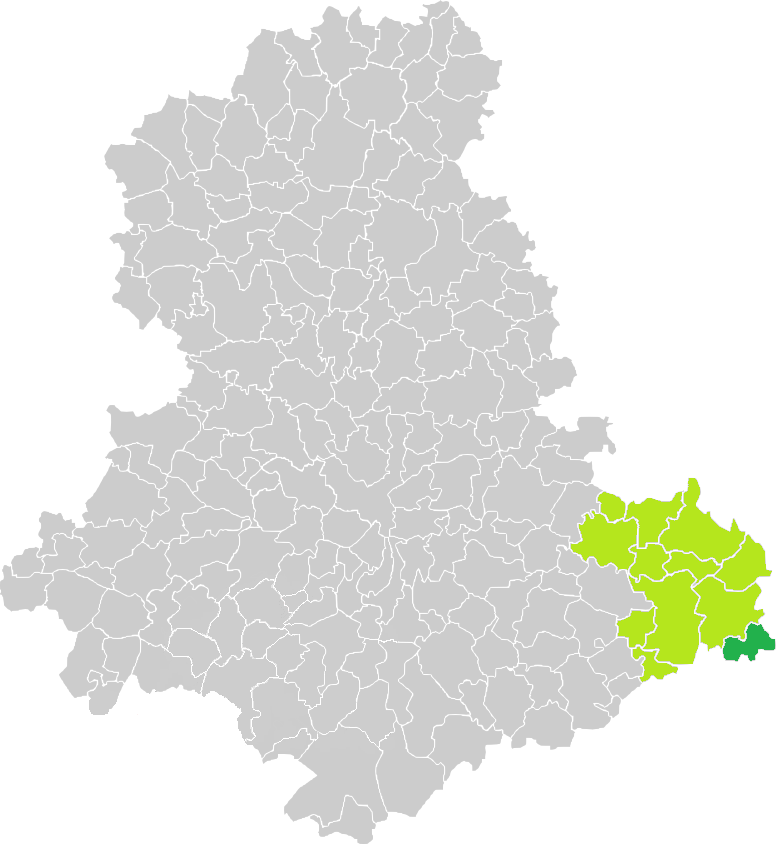
Situation de la commune de Rempnat en Haute-Vienne.

### Communes limitrophes
| Nedde                       |                   | Faux-la-Montagne (Creuse) |
| L'Église-aux-Bois (Corrèze) | Rempnat           | Tarnac (Corrèze)          |
|                             | Lacelle (Corrèze) |                           |

### Hameaux et lieux-dits
On sépare communément la commune en deux parties, Rempnat Haut, dominé par le bourg, et Rempnat Bas, qui se situe plus en aval sur la Vienne, autour de La Villeneuve et de Chez Chapelle. Bien que peu peuplée, la commune comprend de nombreux hameaux qui ont plus ou moins conservé une certaine authenticité (le Fournet, la Terrade, Pradoux, Nègremont, la Villeneuve, Chez Chapelle, etc.).
Le hameau du Burgt a appartenu aux Hospitaliers de la commanderie de Charrières jusqu'à la Révolution, ses habitants étaient tenanciers du commandeur de Charrières.

### Géologie et relief
Cette région fait partie et présente de nombreux caractères typiques de la montagne limousine. Elle se distingue des ensembles proches, notamment le Plateau de Millevaches et les Monédières, par certaines spécificités.
Tout d’abord, il s’agit d’une zone de transition qui constitue le versant occidental du Plateau de Millevaches. Bien que ses limites soient peu marquées, c’est un ensemble bien distinct des autres régions qui l’entourent. Située en plein centre du Limousin, aux confins de la Haute-Vienne, de la Creuse et de la Corrèze, cette zone comporte des communes faisant partie des trois départements. Elle est délimitée au nord par le versant septentrional du Plateau et au sud par les Monédières, qui présentent des particularités différentes.
La commune étant située en bordure du Plateau de Millevaches, le paysage est de type alvéolaire. Il conditionne l’ensemble de l’organisation des paysages et de l’habitat. Celui-ci est creusé par de nombreux cours d’eau, notamment la Vienne, venus du plateau et subit donc une érosion intense, façonnant ainsi des collines aux pentes douces, et les alvéoles, modelés caractérisant ce type de paysage. Ces différents modelés sont le résultat d’une érosion différenciée qui a laissé les roches les plus denses tout en creusant le paysage aux endroits les plus friables.
Ici et là, on peut voir de nombreux « chaos rocheux », des parties de roches plus denses épargnées par l'érosion. Certains sont connus sur la commune et valent le détour, comme les rochers de Nègremont ou le Rocher du Sauvage.

### Hydrographie

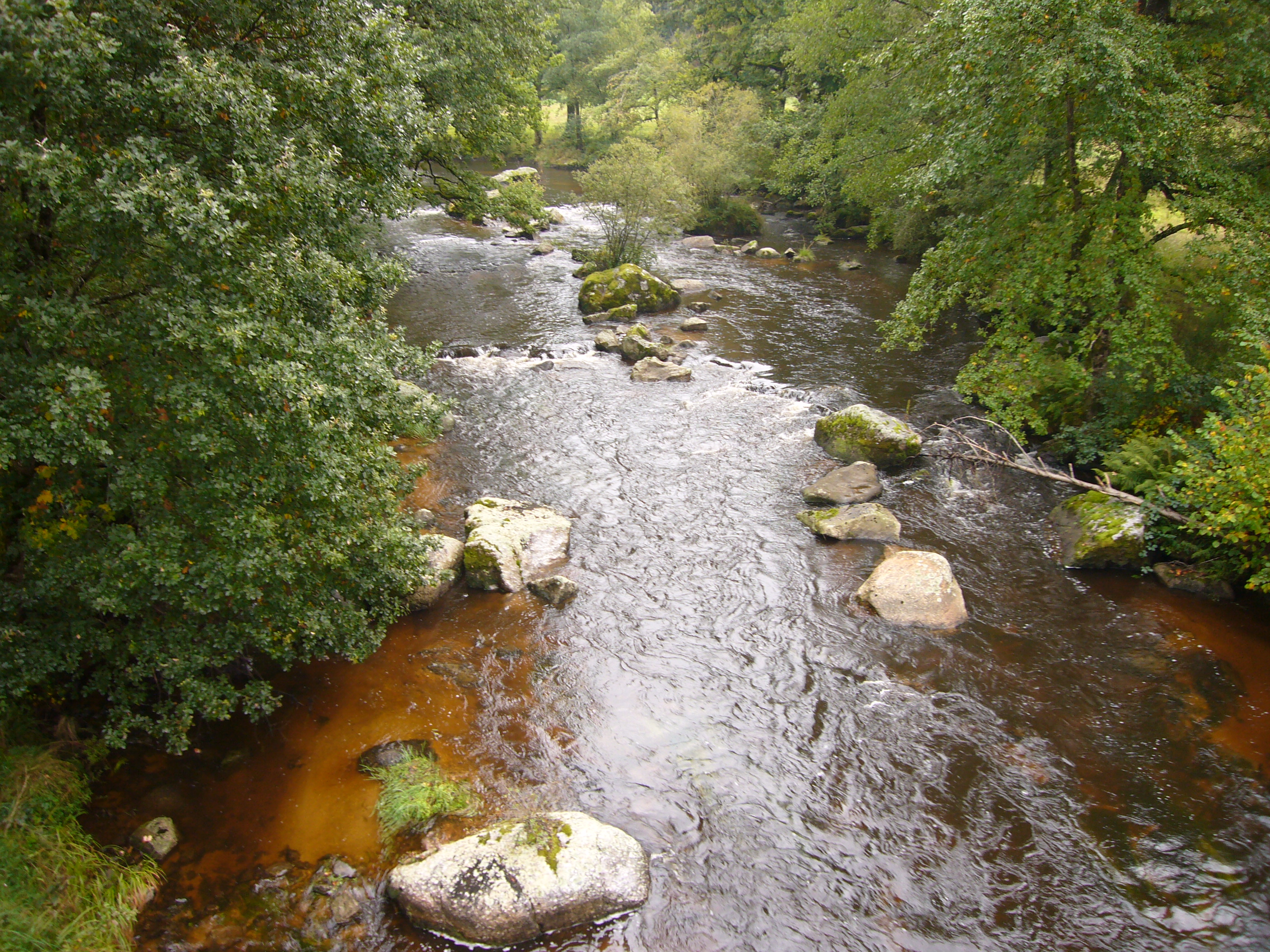
La Vienne.

Les nombreux cours d’eau présents, et prenant leur source sur le plateau de Millevaches, amplifient beaucoup ce phénomène. La Vienne notamment, marque le paysage et sa vallée peut être considérée comme l’axe central autour duquel s’organise l’ensemble du paysage alentour.
La vallée de la Vienne traverse toute la commune et marque profondément le paysage. Ses versants sont extrêmement boisés, soit par des feuillus, caractéristiques de la région, notamment le chêne et le hêtre. Depuis les années 1960, de très importantes plantations de conifères ont eu lieu. Aujourd'hui, ces plantations ferment complètement un paysage autrefois composés de landes à bruyères et de quelques bosquets de feuillus. Ces conifères, douglas et épicéas surtout, ont totalement bouleversé et affecté le paysage de Rempnat comme de l'ensemble de la montagne limousine. Le territoire communal est brièvement bordé par un de ses  affluents, le ruisseau de la Villedieu.

### Climat
Pour des articles plus généraux, voir Climat de la Nouvelle-Aquitaine et Climat de la Haute-Vienne.
Historiquement, la commune est exposée à un climat de montagne.  
En 2020, Météo-France publie une typologie des climats de la France métropolitaine dans laquelle la commune est toujours exposée à un climat de montagne et est dans la région climatique  Ouest et nord-ouest du Massif Central, caractérisée par une pluviométrie annuelle de 900 à 1 500 mm, maximale en automne et en hiver.
Pour la période 1971-2000, la température annuelle moyenne est de 9,8 °C, avec une amplitude thermique annuelle de 14,6 °C. Le cumul annuel moyen de précipitations est de 1 338 mm, avec 14,3 jours de précipitations en janvier et 8,8 jours en juillet. Pour la période 1991-2020, la température moyenne annuelle observée sur la station météorologique la plus proche, située sur la commune d'Eymoutiers à 12,8 km à vol d'oiseau, est de 11,4 °C et le cumul annuel moyen de précipitations est de 1 170,3 mm,. Pour l'avenir, les paramètres climatiques de la commune estimés pour 2050 selon différents scénarios d’émission de gaz à effet de serre sont consultables sur un site dédié publié par Météo-France en novembre 2022.

## Urbanisme

### Typologie
Au 1er janvier 2024, Rempnat est catégorisée commune rurale à habitat très dispersé, selon la nouvelle grille communale de densité à sept niveaux définie par l'Insee en 2022.
Elle est située hors unité urbaine et hors attraction des villes,.

### Occupation des sols
L'occupation des sols de la commune, telle qu'elle ressort de la base de données européenne d’occupation biophysique des sols Corine Land Cover (CLC), est marquée par l'importance des forêts et milieux semi-naturels (50,2 % en 2018), une proportion sensiblement équivalente à celle de 1990 (49,9 %). La répartition détaillée en 2018 est la suivante : 
forêts (50 %), zones agricoles hétérogènes (34 %), prairies (11,8 %), terres arables (4 %), milieux à végétation arbustive et/ou herbacée (0,2 %). L'évolution de l’occupation des sols de la commune et de ses infrastructures peut être observée sur les différentes représentations cartographiques du territoire : la carte de Cassini (XVIIIe siècle), la carte d'état-major (1820-1866) et les cartes ou photos aériennes de l'IGN pour la période actuelle (1950 à aujourd'hui).

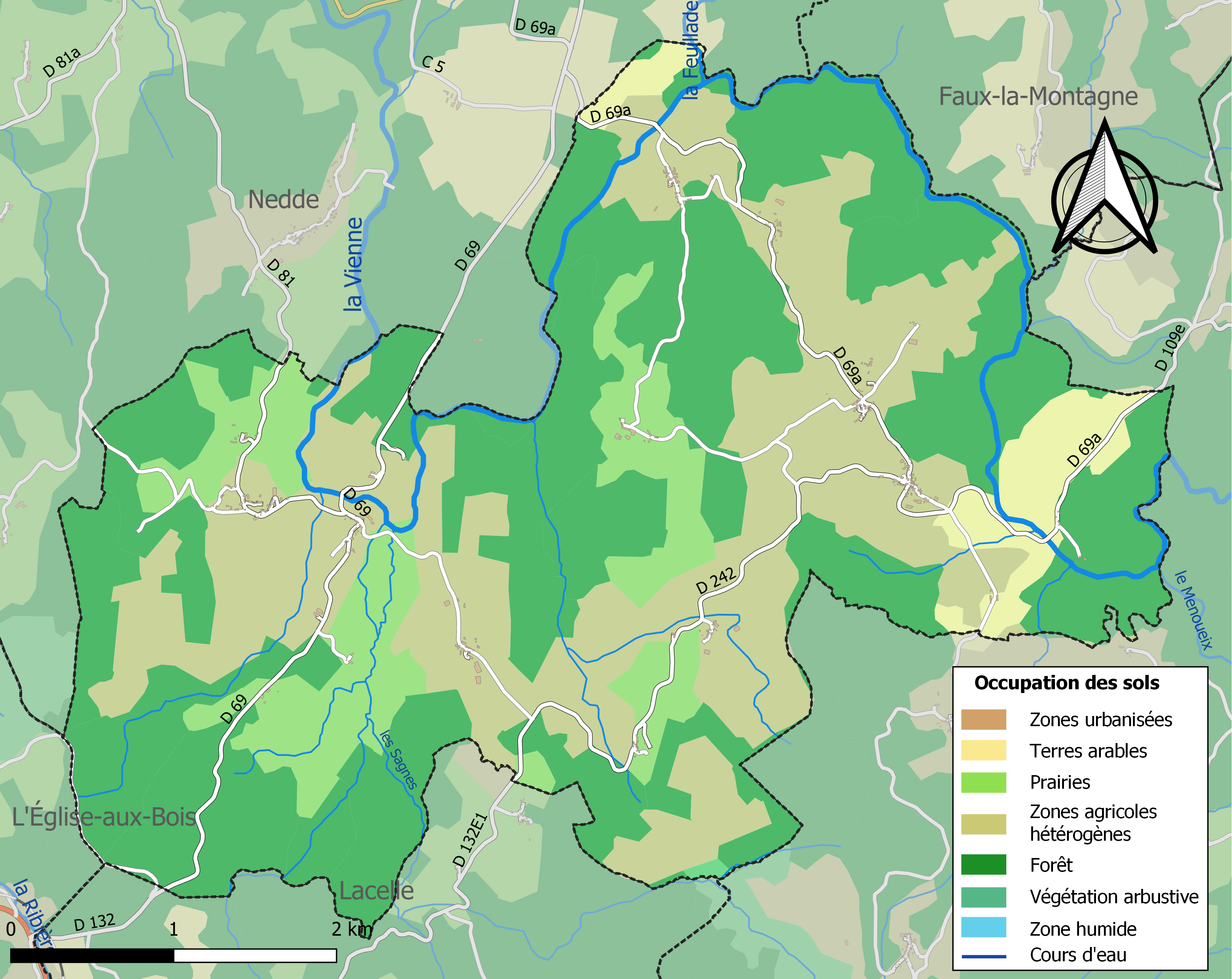
Carte des infrastructures et de l'occupation des sols de la commune en 2018 (CLC).

### Risques majeurs
Le territoire de la commune de Rempnat est vulnérable à différents aléas naturels : météorologiques (tempête, orage, neige, grand froid, canicule ou sécheresse) et séisme (sismicité très faible). Il est également exposé à un risque particulier : le risque de radon. Un site publié par le BRGM permet d'évaluer simplement et rapidement les risques d'un bien localisé soit par son adresse soit par le numéro de sa parcelle.

#### Risques naturels

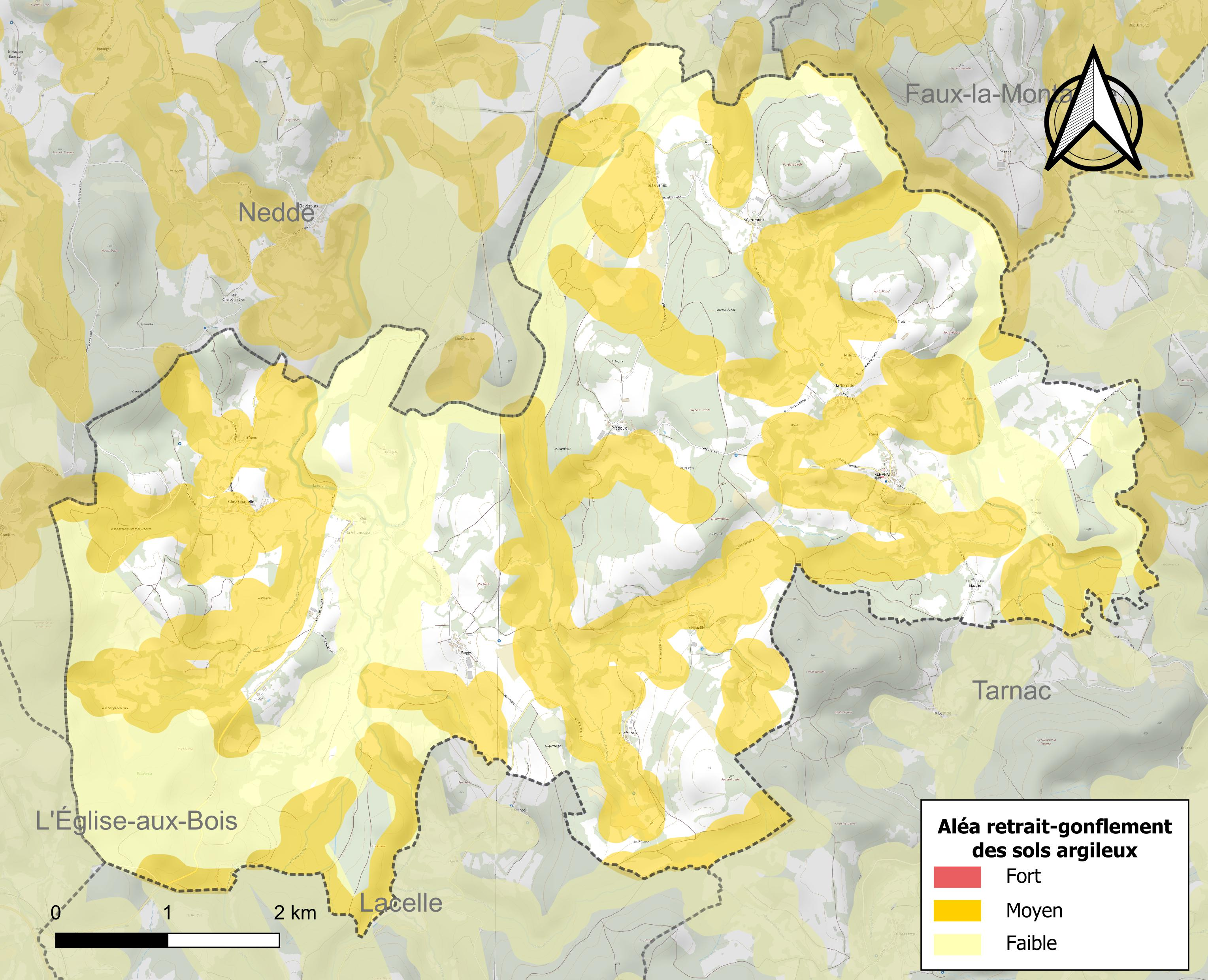
Carte des zones d'aléa retrait-gonflement des sols argileux de Rempnat.

Le retrait-gonflement des sols argileux est susceptible d'engendrer des dommages importants aux bâtiments en cas d’alternance de périodes de sécheresse et de pluie. 42,6 % de la superficie communale est en aléa moyen ou fort (27 % au niveau départemental et 48,5 % au niveau national métropolitain). Depuis le 1er octobre 2020, en application de la loi ÉLAN, différentes contraintes s'imposent aux vendeurs, maîtres d'ouvrages ou constructeurs de biens situés dans une zone classée en aléa moyen ou fort,.
La commune a été reconnue en état de catastrophe naturelle au titre des dommages causés par les inondations et coulées de boue survenues en 1982 et 1999 et par des mouvements de terrain en 1999.

#### Risque particulier
Dans plusieurs parties du territoire national, le radon, accumulé dans certains logements ou autres locaux, peut constituer une source significative d’exposition de la population aux rayonnements ionisants. Selon la classification de 2018, la commune de Rempnat est classée en zone 3, à savoir zone à potentiel radon significatif.

## Histoire

### Préhistoire et antiquité
On trouve des traces d'occupation humaine sur la commune de Rempnat dès le Paléolithique inférieur, sous la forme de silex taillés (pointes de flèches, autres) que l'on retrouve ici et là.
Les sites d'habitat permanent se mettent en place aux âges du bronze (3000 av. J.-C./ 800 av. J.-C.) et du fer (-800 environ à -52). C'est à ces époques que commencent les défrichements des forêts primaires, constituées alors de chênes, de hêtres et de pins sylvestres. Les sites d'occupations se mettent en place, sur les replats d'alvéoles, à la fois à l'abri des vents dominants et des fonds de vallée inondables. Quasiment aucune trace connue de ces habitats de la protohistoire ne persiste sur la commune.
En revanche, de très nombreux tumuli, sépultures composées d'un assemblage de terre et de pierres, couvrent littéralement les sommets des collines alentour. La plupart datent de la période gauloise (ou second âge du fer -450/-52) et de la période gallo-romaine. Cette concentration de sépultures (plusieurs centaines) laisse dubitatif. Il est possible que la population de la région était plus importante qu'on ne le pense, ou qu'elle possédait un caractère religieux particulier qui en aurait fait une sorte de nécropole. Rien ne prouve cette dernière affirmation en tous les cas.
On notera que tous ces tumuli se trouvent sur des hauteurs, dominant le paysage alentour. Malheureusement, les quelques tumuli ayant été fouillés n'ont révélé qu'un pauvre mobilier de céramiques grossières et quelques objets en métal (dont quelques fibules). C'est Guy Lintz, notamment, archéologue à la DRAC de Limoges, qui fouilla une série de tumuli sur la commune de Tarnac, non loin, qui présente les mêmes caractéristiques. Il faut noter que les plantations de conifères sur les hauteurs, autrefois dénudées, et le passage des engins d'exploitation forestière a provoqué de nombreuses destructions de ces sépultures anciennes.

### Période gallo-romaine
Après la conquête de la Gaule, la culture gallo-romaine pénètre la région au cours du Ier siècle de notre ère. Les terres sont alors constituées en grands domaines agricoles, appartenant à des notables, probablement descendants de l'ancienne aristocratie gauloise. La région de Rempnat, qui vient d'ailleurs de Remnac, signifiant "ferme de Remnus", faisait alors partie de la cité gallo-romaine des Lémovices, dominée par la ville d'Augustoritum, plus tard Limoges.
Comme le reste de la Montagne Limousine, la région se couvre alors de villae, qui sont au centre des grands domaines cités précédemment. Véritables petits palais, ces villae étaient les demeures des grands propriétaires gallo-romains. Les ruines de certaines villae sur le Plateau de Millevaches laissent imaginer le luxe et le confort de la vie de ces notables gallo-romains.
On retrouve la trace de plusieurs villae sur la commune de Rempnat, notamment au bourg et à La Terrade. Des fragments de Tegulae, grandes tuiles caractéristiques des bâtiments gallo-romains, ont également été retrouvés sur des hauteurs près de La Villeneuve, ce qui pourrait laisser croire à la présence d'un sanctuaire. Un cimetière gallo-romain, découvert lors de labours, a également été découvert sur une pente non loin du bourg. Il renfermait plusieurs urnes funéraires en céramique. Ces riches villae était déjà situées sur les replats d'alvéoles, à l'instar des hameaux des périodes plus récentes. À partir du IIIe siècle, l'ensemble de la montagne limousine connait vraisemblablement des difficultés économiques importantes, et les villae sont peu à peu abandonnées.

### Moyen Âge
On ne sait quasiment rien de la région de Rempnat de la chute de l'Empire Romain en 475 jusqu'à l'an mil. Cette période, appelée les "âges sombres", voit de nombreuses invasions de peuples germaniques, notamment les Wisigoths et les Francs plus au Nord. Rempnat, ou Remnac à l'époque, fait alors partie de l'évêché de Limoges. On peut imaginer que par son isolement, il fut épargné par les invasions de la seconde moitié du premier millénaire, notamment celles des Vikings qui pillèrent Limoges et Saint-Léonard de Noblat. C'est probablement l'époque, également, où la population de la région se convertit au Christianisme, déjà répandu depuis plusieurs siècles dans toute la Gaule. C'est aussi probablement à cette période que la première église est construite et dédiée à Saint Sébastien. Pendant la période carolingienne, après le règne de Charlemagne, Rempnat fait partie, comme tout le Limousin, du Comté de Limoges.  Attesté au IXe siècle, le village est donné en 833 par l'évêque de Limoges à son église cathédrale. C'est le premier document écrit que l'on possède concernant la future commune.
Puis en 1154, la paroisse entre dans les mains du chapitre d'Eymoutiers.  Puis les structures du pouvoir se délitent lors de la mise en place d'une société seigneuriale et féodale, les rois et princes perdent peu à peu leurs pouvoirs au profit de plus petits seigneurs. Rempnat est alors sous la domination des comtes de Poitiers qui deviennent petit à petit les puissants ducs d'Aquitaine, localement, le bourg était peut-être une petite seigneurie située aux confins de la vicomté de Comborn et des terres dépendant directement de l'évêque de Limoges.
Par la suite, la commune se situe dans une région aux frontières mal définies. Elle fait partie des confins orientaux de la vicomté de Limoges, alors que les vicomtes de Comborn possèdent les paroisses de Tarnac et de Peyrat le Château. De nombreux conflits féodaux ont lieu entre ces grands fiefs dont les limites sont vagues et fluctuent. Sont  ainsi constituées de petites seigneuries, soit vassales de l'évêque (Les Farges : famille Tiquet), soit du marquis de La Villeneuve et Nedde (Le Mas-Maury : famille Forest / La Terrade : également famille Tiquet, dont certains membres sont notaires), Rempnat même (famille Thyveau). 
La Montagne limousine est déjà une région isolée à l'époque.  À Rempnat, certains toponymes témoignent de défrichements et d'établissement de nouvelles communautés. Le nom de La Villeneuve est clair sur l'origine du village. Il fut probablement créé après la conquête de nouvelles terres cultivables, probablement récemment défrichées. Dès ce moment, La Villeneuve fut érigée en paroisse, un temps assujettie à celle de Rempnat.

### Période moderne
C'est au Moyen Âge que se met en place la société agro-pastorale traditionnelle qui reste en place jusqu'au début du XXe siècle. Les villages prennent place sur leurs emplacements actuels et les différents terroirs se constituent. Les paysans vivent alors d'une agriculture d'auto-subsistance probablement déjà axée sur l'élevage. Leurs conditions de vie étaient certainement misérables. Elles s'améliorent au cours de la période moderne.
Au XVIe siècle, la région est peu affectée par les guerres de religion qui ont cependant vu la mise à sac d'Eymoutiers, à une vingtaine de kilomètres. C'est à cette époque que le château du Mazeau est érigé. Jusqu'au XXe siècle, les accès à la paroisse, puis à la commune, restent très médiocres, sous la forme de petits chemins de terre longeant la vallée de la Vienne. La région reste donc assez isolée. On commence à voir apparaître des habitations en pierre, de plus en plus grandes. La société paysanne se développe, loin des grands évènements qui bouleversent le royaume de France à cette époque. À la Révolution, la commune de Rempnat est créée. La paroisse de La Villeneuve, devenue elle aussi commune, lui est rattachée par l'ordonnance du 16 septembre 1829.

### Société agro pastorale traditionnelle
C'est au XIXe siècle que cette société paysanne atteint son apogée. La commune est alors très peuplée (plus de mille habitants, probablement, contre à peine plus de 150 aujourd'hui). Le paysage est alors complètement ouvert. Les denses forêts primaires furent défrichées dès l'Antiquité. Les sommets des collines sont occupés par des landes à bruyères, où les troupeaux de moutons, l'élevage bovin étant la principale activité, peuvent paître à loisir. Ces terres sont érigées en communaux, afin que tout le monde puisse y avoir accès. La vie des paysans est toujours rude cependant, surtout sur les hautes terres du plateau de Millevaches. Beaucoup ne sont que de petits paysans sans terre, contraints à louer leurs services à des familles plus riches, ou de tirer leur subsistance comme ils le peuvent des communaux. Les fonds de vallées sont peu à peu drainés, et les landes humides et tourbières ont été transformées en prés de fauche et en prairies. Seuls les versants trop escarpés sont toujours plantés d'arbres, chênes, hêtres et autres. Les chemins qui desservent les différentes parcelles et les landes sont souvent bordés de longs et hauts murs de pierres sèches. Ils sont souvent bordés d'arbres, dont le châtaignier, amené dans l'Antiquité puis en plus grand nombre au Moyen Âge. La châtaigne est en effet l'une des principales sources alimentaires des habitants de la région.
La culture de cette société paysanne est complexe. Résolument chrétiens mais empreints d'anciennes traditions païennes (on compte de nombreuses bonnes fontaines sur la commune par exemple), les paysans voient leur vie de labeur rythmée par les fêtes, bals, mariages et veillées, les longues soirées d'hiver où les nouvelles et les légendes sont échangées. La cellule sociale de base est la famille. Plusieurs familles formaient la communauté villageoise caractérisée par des règles de vie communautaires restrictives mais aussi par des liens de solidarité forts. Chaque famille devait avoir accès à chaque terroir qui composait le finage du village, car leur subsistance dépendait du cumul des activités, entre l'élevage, le ramassage des châtaignes, la coupe du bois et les prés de fauche dans les vallées. Cette nécessité explique également la présence des villages sur les replats, à mi course entre les landes des sommets et les prés des fonds de vallée.

### Déclin et renouveau
Il faut attendre la fin du XIXe siècle et le début du XXe siècle pour voir cette société traditionnelle, fruit de millénaires d'évolution sociale et culturelle, décliner. L'exode rural et les difficultés de l'économie agricole en sont la cause. Face aux nouveaux moyens de communications, aux nouveaux moyens de production agricole et aux évolutions sociales, la société agro-pastorale traditionnelle d'auto-subsistance de la Montagne Limousine perd de plus en plus de sa raison d'être. Un équilibre vieux de plusieurs siècles se brise alors.
La commune de Rempnat, comme les autres, se vide peu à peu. Les landes et pâturages sont abandonnées, les communaux vendus à des propriétaires privés, au grand dam des paysans les plus pauvres. L'hécatombe de la Première Guerre mondiale, qui fit des ravages parmi les paysans limousins, accélère le processus. Pendant la Seconde Guerre mondiale, la Montagne Limousine sert de refuge à diverses personnes pourchassées par les nazis, des juifs, des résistants, des maquisards, des communistes, dont l'idéologie imprègne les mentalités des paysans alentour depuis le XIXe siècle. Dès 1942, de jeunes résistants se font dénoncer par certains habitants pétainistes et collaborateurs, qui rentreront dans le maquis de Guingouin. Lors de leurs actions contre les maquis, les troupes allemandes passent par Rempnat.  Elles brûlent le mobilier du château du Mazeau et fouillent les environs à la recherche d'armes : il s'agit de la "division Brehmer" le 6 avril 1944 (exécutions sommaires à Chez-Chapelle, Tarnac et Lacelle; unités caucasiennes / source : Les crimes de la division Brehmer, Guy Penaud). Le "raid" Brehmer - un long sillage de terreur - présente des arrière-plans étonnants. Les Résistants étaient bien "comme des poissons dans l'eau" dans ce coin de Limousin, et ils avaient des "planques" un peu partout. Un petit détachement de FTP (une trentaine d'hommes) séjournait dans un autre village, évacué avant l'arrivée des Allemands. Pourtant ces derniers négligèrent l'endroit, ce qui prouve bien la mauvaise qualité de leurs renseignements, et leur stratégie "aveugle".
Après la guerre, la commune se dépeuple de plus en plus. Beaucoup d'anciennes landes et terres agricoles sont alors plantées de conifères. Le paysage se transforme. Autrefois ouvert et fruit de siècles et de siècles d'activités agro-pastorales, il est bouleversé et devient extrêmement boisé. Dans les villages, certaines constructions sont abandonnées et tombent en ruine, voire détruites selon les nouvelles exigences d'une économie dite moderne. Le passage des engins d'exploitation forestière provoque la destruction des chemins et de beaucoup de fours, de pêcheries et autres murets, patrimoine témoignant d'une très ancienne société aujourd'hui disparue.
De cette histoire et de cette culture paysanne, il reste tout de même de nombreuses traces, dont les villages eux-mêmes, qui présentent de nombreuses maisons anciennes caractéristiques de la région, dont les principaux aspects sont décrits ci-dessous, dans la section "monuments".
Aujourd'hui, les activités de la commune sont toujours quasi exclusivement agricoles, fondées sur l'élevage bovin, surtout depuis la fermeture des derniers commerces du bourg. Les habitants restants forment pour la plupart une communauté attachée à sa commune et à son caractère rural.

## Politique et administration
| Période                                  | Période  | Identité            | Étiquette | Qualité                                                     |
| ---------------------------------------- | -------- | ------------------- | --------- | ----------------------------------------------------------- |
| 1947                                     | 1995     | Albert Terracol     | SFIO-PS   |                                                             |
| 2001                                     | 2008     | Didier Vergonjeanne |           |                                                             |
| mars 2008                                | 2014     | Maryse Dupont       |           |                                                             |
| mars 2014                                | mai 2020 | Bruno Gardelle      | LREM      | suppléant de la député Sophie Beaudouin-Hubière depuis 2017 |
| septembre 2020                           | En cours | Michèle Salagnat    |           |                                                             |
| Les données manquantes sont à compléter. |          |                     |           |                                                             |

## Démographie
L'évolution du nombre d'habitants est connue à travers les recensements de la population effectués dans la commune depuis 1793. Pour les communes de moins de 10 000 habitants, une enquête de recensement portant sur toute la population est réalisée tous les cinq ans, les populations de référence des années intermédiaires étant quant à elles estimées par interpolation ou extrapolation. Pour la commune, le premier recensement exhaustif entrant dans le cadre du nouveau dispositif a été réalisé en 2006.

En 2022, la commune comptait 145 habitants, en évolution de −1,36 % par rapport à 2016 (Haute-Vienne : −0,68 %, France hors Mayotte : +2,11 %).
| 1793 | 1800 | 1806 | 1821 | 1831 | 1836 | 1841 | 1846 | 1851 |
| ---- | ---- | ---- | ---- | ---- | ---- | ---- | ---- | ---- |
| 405  | 541  | 612  | 520  | 897  | 908  | 779  | 952  | 906  |

| 1856 | 1861 | 1866 | 1872 | 1876 | 1881 | 1886 | 1891 | 1896 |
| ---- | ---- | ---- | ---- | ---- | ---- | ---- | ---- | ---- |
| 844  | 825  | 823  | 842  | 859  | 898  | 927  | 975  | 906  |

| 1901 | 1906 | 1911 | 1921 | 1926 | 1931 | 1936 | 1946 | 1954 |
| ---- | ---- | ---- | ---- | ---- | ---- | ---- | ---- | ---- |
| 865  | 842  | 745  | 565  | 508  | 500  | 480  | 416  | 335  |

| 1962 | 1968 | 1975 | 1982 | 1990 | 1999 | 2006 | 2011 | 2016 |
| ---- | ---- | ---- | ---- | ---- | ---- | ---- | ---- | ---- |
| 323  | 268  | 218  | 177  | 185  | 159  | 166  | 143  | 147  |

| 2021 | 2022 | - | - | - | - | - | - | - |
| ---- | ---- | - | - | - | - | - | - | - |
| 146  | 145  | - | - | - | - | - | - | - |

Estimation de la population en 1790, d'après les registres paroissiaux :
- ancienne paroisse de Rempnat : 450 habitants, dont le bourg (75), Le Fournet (70), La Terrade (65), Pradoux (55), Nègremont (50), Villefauneix (45), La Nouaille (40), Le Burg (25), Le Mazaud (20), le moulin (7)
- ancienne paroisse de La Villeneuve : 270 habitants, dont le bourg (80), Les Farges (80), Chez Chapelle (65), Le Masmaury (45)
- soit un total de 720 habitants
- à comparer à l'optimum historique : 975 h en 1891. Et au recensement de 1836 : 908 h dont le bourg (112), Chez Chapelle (102), Nègremont (94), La Villeneuve (92), Le Fournet (85), La Terrade (85), Villefouneix (64), Pradoux (62), Les Farges (43), Le Burgt (40), Le Masmaury (32), Le Mazaud (21), La Nouaille (20), le moulin (16), plus : La Côte (9), Las Viallas (8), lieux à situer, ne figurant pas sur le cadastre napoléonien.

## Lieux et monuments
- Église Saint-Pierre de la Villeneuve. Elle est inscrite à l'Inventaire général du patrimoine culturel[25].

### L'église
La petite église de Rempnat remonte aux XIIIe et XVe siècles. Dédiée à Saint Sébastien, elle constitue toujours le centre du bourg, situé sur un replat d'alvéole dominant la vallée de la Vienne. Elle a longtemps été entourée du cimetière. L'église présente un mur-clocher en façade caractéristique de l'architecture religieuse de la Montagne limousine, avec des portes et contreforts du XIIIe siècle et des voûtes du XIVe siècle, alliant ainsi le style roman et ogival.
Des modillons sculptés sont également présents sur le pourtour du toit. Les deux portes ornées permettent l'accès à l'intérieur. Une restauration réalisée à l'initiative de la Mairie, a révélé la présence de peintures aux couleurs originales, ainsi que des décors peints, datant probablement du XVIIe siècle.
Elle est classée au titre des monuments historiques depuis 1973.

### Le château du Mazeau
Le château du Mazeau se situe à peine à un kilomètre à l'est du bourg de Rempnat. Il fut bâti au XVIe siècle. Son architecture est typique des maisons fortes de la Renaissance. Il était autrefois entouré d'un fossé et de jardins aujourd'hui disparus. Il reste aux alentours quelques dépendances dont un grand four à pain qui devait également servir de pigeonnier. Le château en lui-même se présente sous la forme d'un grand manoir, doté de petites tourelles d'angle, de décors en forme de coquilles Saint-Jacques surmontant la porte et les fenêtres au-dessus. Le toit est unique en son genre et possède une grande charpente en forme de bateau renversé. Autrefois, un riche mobilier du XVIe siècle était présent, mais il fut brûlé par des troupes allemandes pendant la Seconde Guerre mondiale.
En face se trouve la colline du puy de Murat, située sur la commune de Tarnac, où fut bâti un château médiéval dont il ne reste quasiment aucune trace. Ce château, ayant appartenu aux vicomtes de Comborn, aurait été détruit pendant la guerre de Cent Ans, et ses pierres ont probablement servi de matériau pour la construction du château du Mazeau.
Propriété privée, le château est classé aux monuments historiques depuis 1983.

### Le monument aux morts
Le monument aux morts présente une singularité : la première inscription, datant des années 1920, laissait apparaître les mots : « Mort à la guerre », au singulier. Un petit S a depuis été rajouté. En 2015, le magazine local IPNS, s'interroge sur la raison de cet ajustement : s'agissait-il d'une faute d'orthographe, ou d'une discrète manifestation de pacifisme, dans l'esprit du monument de Gentioux « maudite soit la guerre » ? Faute de témoin, elle reste sans réponse.

## Manifestations
Le comité des fêtes de la commune organise chaque année une fête pour le 21 juin, ainsi que pour le 15 Aout avec un marché de producteurs et d' artisans.

## Pour approfondir